# Şıxlar (Göyçay)
Şıxlar è un comune dell'Azerbaigian situato nel distretto di Göyçay.